# Авангард (Корюківка)
Авангард (Корюківка) — аматорський футбольний клуб із міста Корюківка Чернігівської області. В сезоні 2019/20 виступав у Чемпіонаті України серед аматорів. 19 червня 2020 року змінив назву на «Чернігів-Авангард».

## Досягнення
Чемпіонат Чернігівської області з футболу:
 Переможець (3): 2007, 2012, 2013
 Срібний призер: 2015
 Бронзовий призер (4): 2005, 2006, 2008, 2010
Кубок Чернігівської області з футболу:
 Володар (2): 2011, 2013
Суперкубок Чернігівської області з футболу:
 Володар: 2011
Чемпіонат Чернігова з футболу:
 Переможець: 2010
Кубок пам’яті Юхима Школьникова з футболу:
 Володар: 2010
Кубок Чернігівської області з футзалу:
 Володар: 2011
Кубок Чернігова з міні-футболу:
 Володар: 2012
Чемпіонат Чернігова з пляжного футболу:
 Переможець: 2012

## Відомі гравці
- Сергій Даценко
- Андрій Поляниця
- Дмитро Романенко
- Андрій Порохня
- Валерій Чорний
- Сергій Алаєв
- Олександр Кожем'яченко
- Теймураз Мчедлішвілі
- Дмитро Бойко